# 火曜ゴールデンワイド
『火曜ゴールデンワイド』（かようゴールデンワイド）は、1983年4月19日から同年9月、1984年10月2日から1986年9月30日、および1991年10月1日から1999年9月28日までテレビ東京系列局が編成していたテレビ東京製作の単発特別番組枠である。

## 概要
毎回映画、スポーツ中継、単発のドキュメンタリー番組などを2時間にわたって放送していた枠である。第1期と第2期は20時台・21時台、第3期は19時台・20時台に編成されていた。
なお、テレビせとうちの開局記念番組は本枠の時間帯で放送されたが、この特番は固有枠名無しでの放送だった。

## 放送時間
いずれも日本標準時。いずれの時期においても、放送番組の内容に合わせて放送枠を拡大することがあった。

### 第1期
- 火曜 20:00 - 21:54 （1983年4月19日 - 1983年9月）

### 第2期
- 火曜 20:03 - 21:51 （1984年10月2日 - 1986年9月30日） - この時期のみ、直前の20:00 - 20:03に予告番組『今夜のスーパーワイド』が放送されていた。

### 第3期
- 火曜 19:00 - 20:54 （1991年10月1日 - 1998年9月22日）
- 火曜 19:30 - 20:54 （1998年10月13日 - 1999年9月28日） - 火曜19:00枠でアニメ『学級王ヤマザキ』がスタートするのに伴い、放送枠が30分縮小。